# Hepatozoon tuatarae
Hepatozoon tuatarae is een soort van parasitaire protisten uit de Apicomplexa. Het organisme komt uit het geslacht Hepatozoon en behoort tot de familie Hepatozoidae.
Hepatozoon tuatarae werd in 1950 beschreven door Marshall Laird. Laird plaatste de soort oorspronkelijk in het geslacht Haemogregarina.
Het is een bloedparasiet van de brughagedis of tuatara (Sphenodon punctatus) die leeft op Stephens Island in Nieuw-Zeeland.
De vermoedelijke vector van deze parasiet is de teek Amblyomma sphenodonti.